# Porto Business School
De Porto Business School (EGP-UPBS) is een hogeschool in de Portugese stad Porto en biedt postgraduate opleidingen op gebied van handel en bedrijfskunde. Voorheen (1988-2000) stond de school bekend als Instituto Superior de Estudos Empresariais (ISEE) (Hoger Instituut voor Bedrijfswetenschappen) en (2000-2008) Escola de Gestão do Porto (EGP) (School voor Management).
De docenten zijn veelal afkomstig van de faculteiten FEP, FEUP, FDUP en FPCEUP van de Universiteit van Porto, alsmede van buitenlandse universiteiten.
De Porto Business School is gevestigd in het stadsdeel Senhora da Hora in de buurgemeente Matosinhos.